# Patricia Highsmith

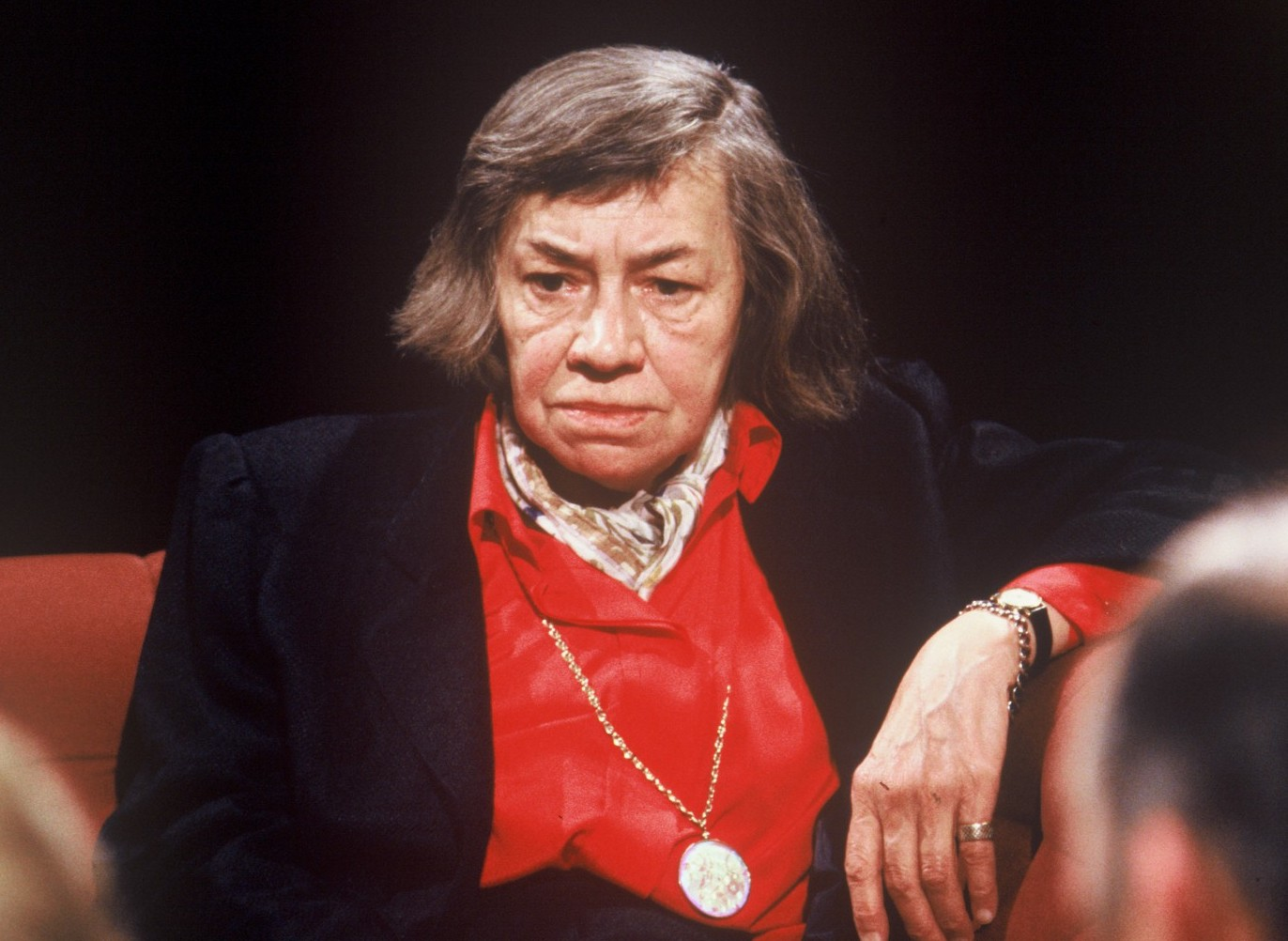
Patricia Highsmith in 1988

Patricia Highsmith, geboren als Mary Patricia Plangman (Fort Worth (Texas), 19 januari 1921 – Locarno, 4 februari 1995), was een Amerikaanse schrijfster die voornamelijk bekend is van een aantal psychologische thrillers. Daarnaast schreef zij vele korte verhalen. Zij werd geboren in de Verenigde Staten maar woonde het grootste gedeelte van haar leven in Frankrijk. Zij schreef ook onder het pseudoniem Claire Morgan.

## Werk

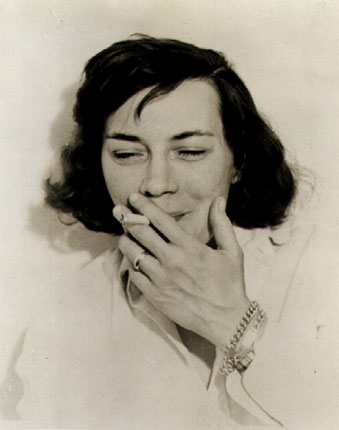
Highsmith (1962)

Highsmiths eerste boek, Strangers on a Train (Vreemden in de trein) uit 1950 werd drie keer verfilmd, door onder andere Alfred Hitchcock in 1951. Haar tweede boek, The Price of Salt, speelt zich af in het bekrompen Amerika van de jaren '50. Een jonge vrouw die een relatie met een man heeft maar niet verliefd op hem is, wordt halsoverkop verliefd op Carol, een vrouw die in scheiding ligt. In de roman worden alle twijfels beschreven die deze gevoelens met zich brengen en alle obstakels die de vrouwen moeten overwinnen. Highsmiths uitgever zag niets in dit liefdesverhaal tussen twee vrouwen. Highsmith liet de roman onder een pseudoniem uitgeven bij een kleine uitgeverij. In 1991 verscheen het boek in een Nederlandse vertaling onder de titel Carol. De verfilming Carol uit 2015, geregisseerd door Todd Haynes, met de actrices Cate Blanchett en Rooney Mara, werd bekroond op het Filmfestival van Cannes en ontving verschillende Oscarnominaties.
Tom Ripley is haar bekendste personage. Tom Ripley liet ze in totaal in vijf boeken opdraven. Het eerste boek waarin hij verscheen was The Talented Mr. Ripley. In 1960 werd dit boek verfilmd als Plein Soleil door René Clément met Alain Delon in de rol van Tom Ripley. In 1999 werd het boek nogmaals verfilmd door Anthony Minghella met Matt Damon als Ripley. In 2024 bracht Netflix een televisiebewerking uit met van het verhaal getiteld Ripley. Ripley's Game werd eveneens twee keer verfilmd; in 1977 door Wim Wenders als Der amerikanische Freund met Dennis Hopper in de hoofdrol en in 2002 nogmaals, nu door Liliana Cavani, met John Malkovich in de hoofdrol. Ripley Under Ground is inmiddels ook verfilmd met dit keer Barry Pepper in de titelrol. The Boy Who Followed Ripley en Ripley Under Water zijn (nog) niet verfilmd.
In totaal heeft Patricia Highsmith tweeëntwintig romans en zeven boeken met korte verhalen op haar naam staan.

### Romans
- Strangers on a Train (1950)
- The Price of Salt (als Claire Morgan) (1953), ook gepubliceerd als Carol
- The Blunderer (1954)
- The Talented Mr. Ripley (1955)
- Deep Water (1957)
- A Game for the Living (1958)
- This Sweet Sickness (1960)
- The Two Faces of January (1961)
- The Cry of the Owl (1962)
- The Glass Cell (1964)
- A Suspension of Mercy (1965), ook gepubliceerd als The Story-teller
- Those Who Walk Away (1967)
- The Tremor of Forgery (1969)
- Ripley Under Ground (1970)
- A Dog's Ransom (1972)
- Ripley's Game (1974)
- Edith's Diary (1977)
- The Boy Who Followed Ripley (1980)
- People Who Knock on the Door (1983)
- Found in the Street (1987)
- Ripley Under Water (1991)
- Small g: a Summer Idyll (1995)

Kinderboek met rijmpjes en tekeningen:
- Miranda the Panda Is on the Veranda (met Doris Sanders) (1958)

Handboek voor schrijvers:
- Plotting and Writing Suspense Fiction (1966)

### Korte verhalen
- Eleven (1970), ook gepubliceerd als The Snail-Watcher and Other Stories
- Little Tales of Misogyny (1974)
- The Animal Lover's Book of Beastly Murder (1975)
- Slowly, Slowly in the Wind (1979)
- The Black House (1981)
- Mermaids on the Golf Course (1985)
- Tales of Natural and Unnatural Catastrophes (1987)

Postuum uitgegeven
- Nothing That Meets the Eye: The Uncollected Stories (2002)
- Man's Best Friend and Other Stories (2004)
- Her Diaries and Notebooks, 1941-1995 (2021)

## Prijzen
- 1946: O. Henry Award voor "The Heroine" in Harper's Bazaar
- 1957: Grand Prix de Littérature Policière, voor The Talented Mr. Ripley
- 1964: Silver Dagger Award van de Crime Writers' Association
- 1990: Chevalier dans l'Ordre des Arts et des Lettres van het Franse ministerie van cultuur